# Municipio de North Loma
El municipio de North Loma (en inglés: North Loma Township) es un municipio ubicado en el condado de Cavalier en el estado estadounidense de Dakota del Norte. En el año 2010 tenía una población de 9 habitantes y una densidad poblacional de 0,19 personas por km².

## Geografía
El municipio de North Loma se encuentra ubicado en las coordenadas 48°41′41″N 98°30′17″O / 48.69472, -98.50472. Según la Oficina del Censo de los Estados Unidos, el municipio tiene una superficie total de 47.23 km², de la cual 46,84 km² corresponden a tierra firme y (0,82 %) 0,39 km² es agua.

## Demografía
Según el censo de 2010, había 9 personas residiendo en el municipio de North Loma. La densidad de población era de 0,19 hab./km². De los 9 habitantes, el municipio de North Loma estaba compuesto por el 100 % blancos. Del total de la población el 0 % eran hispanos o latinos de cualquier raza.